# 矢野智司
矢野 智司（やの さとじ、1954年8月16日 - ）は、日本の教育学者。京都大学名誉教授。
兵庫県生まれ。1977年京都大学教育学部卒。1980年、同大学院教育学研究科博士課程教育学専攻中退。1982年、大阪大学助手。1986年、香川大学助手。1987年、講師。1988年、助教授。1992年、京都大学教育学部助教授、2002年度より教育学研究科臨床教育学講座教授、2019年度より佛教大学教育学部教授、2023年度より佛教大学総合研究所研究員。
2007年、「贈与と交換の教育人間学 漱石と賢治における贈与=死のレッスン」で京都大学より博士（教育学）の学位を取得。教育実践コラボレーション・センター副センター長。

## 著書
- 『子どもという思想』玉川大学出版部 1995
- 『ソクラテスのダブル・バインド 意味生成の教育人間学』世織書房 1996
- 『自己変容という物語 生成・贈与・教育』金子書房 2000
- 『動物絵本をめぐる冒険 動物-人間学のレッスン』勁草書房 2002
- 『意味が躍動する生とは何か 遊ぶ子どもの人間学』世織書房 2006
- 『贈与と交換の教育学 漱石、賢治と純粋贈与のレッスン』東京大学出版会 2008
- 『幼児理解の現象学:メディアが開く子どもの生命世界』萌文書林 2014

## 共編著
- 『教育のパラドックス/パラドックスの教育』加野芳正共編 東信堂 1994
- 『日本の教育人間学』皇紀夫共編 玉川大学出版部 1999
- 『野性の教育をめざして 子どもの社会化から超社会化へ』亀山佳明、麻生武共編 新曜社 2000
- 『物語の臨界 「物語ること」の教育学』鳶野克己共編 世織書房 2003
- 『変貌する教育学』今井康雄、秋田喜代美、佐藤学、広田照幸共編 世織書房 2009
- 『臨床の知 臨床心理学と教育人間学からの問い』桑原知子共編 創元社 2010
- 『ランゲフェルト教育学との対話 「子どもの人間学」への応答』和田修二、皇紀夫共編 玉川大学出版部 2011